# Györgypál Albert
Györgypál Albert (Melence (Torontál vármegye), 1914. június 18. vagy június 28. – Nagyvárad, 1947. július 19.) római katolikus pap, hittanár, vértanú.

## Életpályája
Györgypál Albert 1914. június 28-án született a Nagybecskerek mellett fekvő Melencén. Szülei Györgypál Albert csendőrőrmester és Czakó Juliánna a székelyföldi Lövétéről származnak, ott kötöttek házasságot 1913. május 29-én. A trianoni békediktátum következtében a családnak menekülnie kellett és végül Békéscsabán telepedtek le. Itt végezte el az általános és középiskolát és innen jelentkezett az egyházmegye papnövendékei sorába. Teológiai tanulmányait a Szegedi Egyházmegyeközi Szemináriumban végezte, majd 1937. május 2-án a Szegedi dómban Dr. Glattfelder Gyula püspök kilenc társával együtt pappá szentelte. Újmiséjét május 6-án, Áldozócsütörtökön Békéscsabán mutatta be. 
1937-43 között Orosházán szolgált káplánként, ahol fő feladata a hitoktatás és az ifjúság nevelése lett. Az orosházi családok és gyerekek nagyon megszerették, ezt bizonyítja, hogy tisztelete fél évszázaddal a halála után is élt. Itt írta meg a Dicséret áldozata című könyvét is, melyben a zsolozsma és szentmise liturgiájának magyarázatát dolgozta ki. Írását 1942 áprilisában a Szent István Társulat adta ki. 
Az orosházi éveket egy rövid, néhány hónapos váradi szolgálat követte, ahol prefektusi feladatot kapott, majd 1943 januárjától a II. világháború keleti frontján a 2. magyar hadsereg 108. kórházvonatán teljesített tábori lelkészi szolgálatot. A Kijevből betegeket hazaszállító vonaton kísérte a sebesülteket, reményt és bátorságot öntött a fronton harcoló magyar katonákba, útközben eltemette az elhunytakat. Oroszországból hazatérve ifjúsági lelkész, illetve a Szent László Menedékház papja lett. Oroszországi emlékeit két újságcikkben összegezte, melyekben beszámolt az ukrán területeken tapasztalt szegénységről, a sztálini diktatúra szörnyűségeiről. Az oroszok bevonulása után 1944. december 16-án őrizetbe vették és börtönbüntetésre ítélték. Hivatalosan a cikkek miatt ítélték el, ám valójában a sikeres ifjúsági szolgálata szúrt szemet a kommunista hatóságnak. Kilenc hónapig volt börtönben, ahol megalázták és megkínozták, majd a romló egészségügyi állapota miatt kiengedték. Egészsége megroppant és olyan gyorsan romlott, hogy szívizomgyulladása és májbetegsége miatt napi ellátásra szorult. Élete utolsó hónapjait a Vincés nővérek által gondozott Szent József Szanatóriumban töltötte. Hosszú és imádságos türelemmel viselt szenvedés után 1947. július 19-én hajnalban meghalt. Kérése az volt, hogy halála után helyezzenek három szál fehér rózsát az Intézet kápolnájában álló Szűzanya szoborhoz. Azok közül, akik őt ismerték, sokan szentként tisztelték. A ravatalon reverendájából apró darabokat vágtak, mely a szenteknek kijáró tisztelet jele volt.[forrás?]
Temetésén nagy tömegek vettek részt. A fiatal lelkipásztort tisztelő gyászoló családok, fiatalok, a papság és a szerzetesnővérek imádkozva kísérték utolsó útján nyugvóhelyére. A gyászmenet a Szent László Menedékház kápolnájától indult és egészen a Várad-Olaszi temetőig kísérte a fiatal pap koporsóját. Sírja a 80-as évek végéig a Várad-Olaszi temető egyházi parcellájában volt, majd később a temető hanyatlása következtében a Várad-Olaszi Szentlélek kiáradása (Barátok temploma) kriptájában helyezték el. Az egykori temetői sírján a 80-as években is friss virág volt.[forrás?]
A 2000-es évek közepén elindult boldoggá avatása.

## Művei
- Hogyan képes a liturgia kat. népünk hitéletét felvirágoztatni. Szeged, 1936.
- A dicséret áldozata. Elmélkedő megfontolások a papi breviárium felett. Bp., 1942.